# إلياس أنطون سميث
الياس سميث (بالنرويجية: Elias Anton Cappelen Smith)‏ (و. 1873 – 1949 م) هو مهندس مدني، ومهندس نرويجي، ولد في تروندهايم، كان عضوًا في الأكاديمية النرويجية للعلوم والآداب، والجمعية الملكية النرويجية للعلوم والآداب، توفي في نيويورك، عن عمر يناهز 76 عاماً.

## التعليم
تعلم في الجامعة النرويجية للعلوم والتكنولوجيا.